# Chapter 15: The Believer
"Chapter 15: The Believer" es el séptimo episodio de la segunda temporada de la serie de televisión estadounidense en streaming The Mandalorian. Fue escrito y dirigido por Rick Famuyiwa. Fue lanzado en Disney+ el 11 de diciembre de 2020 y recibió críticas generalmente positivas, particularmente por la actuación de Bill Burr y el peso emocional.

## Trama
El prisionero Migs Mayfeld está trabajando en los Campos de Escarda Karthon cuando le informan de la llegada de la comisaria Cara Dune quien lo custodia. Sin entender lo que pasa, se reencuentra con El Mandaloriano, quien sabiendo de su pasado como imperial, le pide ayuda para obtener las coordenadas de la nave de Moff Gideon. Mayfeld los dirige a una refinería de rhydonio imperial oculta en Morak. Como todos los demás son conocidos por la seguridad imperial, el Mandaloriano debe acompañar a Mayfeld a la refinería para acceder a una terminal y robar las coordenadas. Mayfeld y el mandaloriano secuestran uno de los transportes y se disfrazan de soldados. Los cargamentos de rhydonio altamente explosivos son atacados por piratas, y el Mandaloriano casi se siente abrumado al luchar contra ellos. Dos cazas TIE imperiales se precipitan y matan a los piratas cuando llegan a las instalaciones, siendo felicitados por ser el único transporte que sobrevive.
La terminal que Mayfeld necesita está en el comedor de oficiales, pero Mayfeld ve a su antiguo oficial al mando, Valin Hess, y teme que lo reconozcan. El Mandaloriano va en su lugar, pero la terminal requiere un escaneo facial, lo que lo obliga a quitarse el casco y romper el credo del "Camino del Mandaloriano" por el que vive para adquirir los códigos. Es enfrentado por Hess y se paraliza, pero Mayfeld interviene. Hess los invita a beber para celebrar su llegada con éxito, pero se produce una conversación tensa en la que Hess despide cruelmente a los soldados imperiales y a los civiles que murieron en la Operación Ceniza; Mayfeld, enojado por como menosprecia a aquellos que murieron, lo mata a tiros. Mayfeld y el Mandaloriano escapan y se abren camino hasta el techo, mientras que Fennec Shand y Dune proporcionan fuego de cobertura, y Boba Fett llega a bordo del Slave I. Mayfeld destruye la refinería con un certero tiro de francotirador, pero la nave es perseguida por dos cazas TIE, aunque Fett los destruye con una carga sísmica. Tras completar la misión, Dune decide dejar libre a Mayfeld como agradecimiento por su ayuda, creando como excusa de que murió en la explosión. Tras conseguir las coordenadas, el Mandaloriano le envía a Moff Gideon un mensaje amenazante, advirtiéndole que vendrá por Grogu.

## Producción

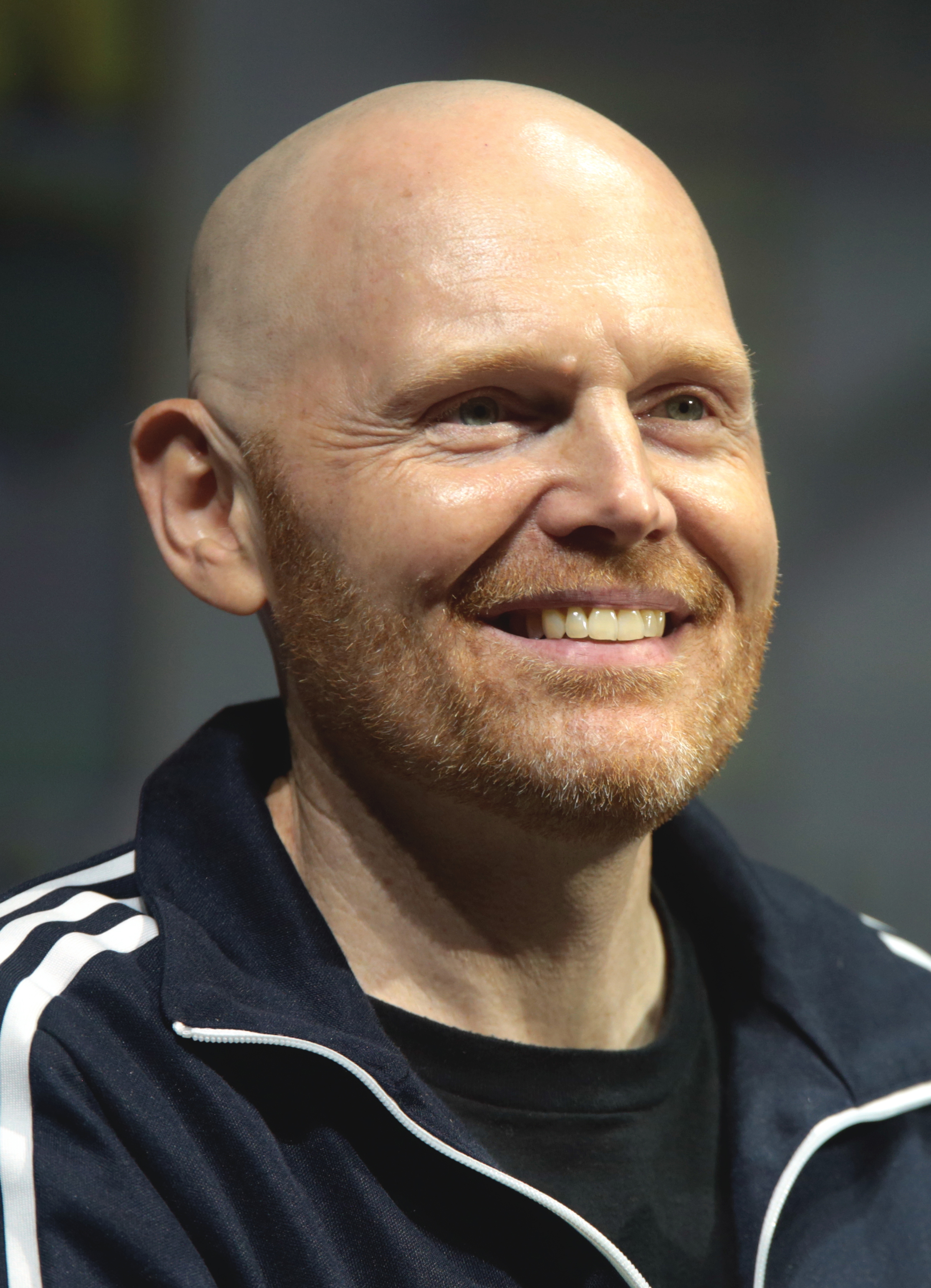
Bill Burr regresa como Migs Mayfeld, un ex francotirador imperial.

### Desarrollo
El episodio fue escrito y dirigido por Rick Famuyiwa.
Phil Tippett y su equipo usaron animación stop motion para los "scrapwalkers" que se muestran en el fondo de la escena del Campo de Escarda Karthon. El director de fotografía Matthew Jensen explicó que los Campos eran una mezcla del videowall LED de "The Volume" y el set construido, pero que el ojo no puede distinguir fácilmente lo que es real y lo que no lo es. El droide de la prisión fue interpretado por un actor con un traje de captura de movimiento que fue reemplazado usando CGI. Las miniaturas de los scrapwalkers fueron filmadas y luego proyectadas en el videowall. El supervisor de efectos visuales Richard Bluff y su equipo crearon miniaturas de los TIE Fighters destrozados que se escanearon y proyectaron como parte del fondo.

### Casting
Todos los actores coprotagonistas de este episodio regresan de episodios anteriores e incluyen a Bill Burr como Migs Mayfeld, Gina Carano como Cara Dune, Temuera Morrison como Boba Fett, Ming-Na Wen como Fennec Shand y Giancarlo Esposito. como Moff Gedeón. Los actores invitados adicionales del elenco de este episodio incluyen a Donald Mills como la voz de un droide de seguridad, Gabriel Ebert regresa como un oficial artillero imperial, Miguel A. López como un piloto gigante, Barry Lowin como un soldado costero, Katy O'Brian regresa como un Oficial de comunicaciones imperiales y Richard Brake como Valin Hess. Lateef Crowder, Brendan Wayne y Barry Lowin están acreditados como dobles de riesgo para The Mandalorian. Amy Sturdivant, Chad Bennett y Dane Farwell aparecen en los créditos como dobles de acción de Cara Dune, Migs Mayfeld y Valin Hess, respectivamente. Este es el primer episodio de la serie que no aparece Grogu.

### Música
Ludwig Göransson compuso la partitura musical del episodio. Las pistas destacadas se lanzaron el 18 de diciembre de 2020, en el segundo volumen de la banda sonora de la segunda temporada.

## Recepción
En Rotten Tomatoes, el episodio tiene una puntuación del 89 % según las reseñas de 44 críticos, con una puntuación media de 7,7/10. El consenso de los críticos del sitio web dice: ""The Believer" frena el impulso de la temporada al llegar al final con resultados mixtos, proporcionando algunos de los momentos más esclarecedores y frustrantes de la serie hasta el momento".
Keith Phipps de Vulture le dio al episodio 4 de 5 y escribió: "Ese mundo se convierte en un lugar más rico y convincente para contar historias cuando Star Wars reconoce que no todo se puede clasificar en Luz y Oscuridad". Katie Rife de The AV Club le dio al episodio una B + y escribió: "Esta fue realmente la semana para brillar de Bill Burr" y "En lo que respecta a los desvíos, este fue un hecho que invita a la reflexión". Ben Travers de IndieWire le dio al episodio una calificación de B y elogió al escritor y director Rick Famuyiwa. Travers quedó impresionado por la lucha pirata y le encantó el trabajo de cámara, pero también la conversación moral, y dijo que Famuyiwa "ofrece una aventura emocionante a través del lado oscuro y una lección suficientemente convincente sobre el relativismo cultural".
Los revisores compararon el transporte de carga altamente explosiva con la película francesa The Wages of Fear (1953) y Sorcerer de William Friedkin (1977).